# Acalolepta siporensis
Acalolepta siporensis là một loài bọ cánh cứng trong họ Cerambycidae.